# George Davis junior
George Richard Davis junior (* 30. März 1938 in New Orleans; † 10. September 2008 in Lilburn (Georgia)) war ein US-amerikanischer Jazz- und Rhythm-and-Blues-Musiker (Gitarre, auch Kontrabass, Saxophon, Oboe) und Songwriter.

## Leben und Wirken
Davis, der aus  New Orleans stammte, spielte zunächst Altsaxophon, bevor er zur Gitarre wechselte. Er besuchte die Booker T. Washington High School; in dieser Zeit spielte er in der Formation The Hawkettes, die von Art Neville geleitet wurde. Anschließend studierte er kurze Zeit an der Southern University; brach sein Studium jedoch 1957 ab, um mit Larry Williams auf Tournee zu gehen. In den frühen 1960er-Jahren spielte er bei Earl King, Ernie K-Doe und arbeitete als Sessionmusiker im J&M Studio von Cosimo Matassa. Wegen der finanziell unerquicklichen Situation als Studiomusiker gründete er schließlich 1966 mit Warren Parker und Alvin Red Tyler sein eigenes Musiklabel Parlo. Dessen erste Veröffentlichung war Aaron Neville mit dem Song Tell It Like It Is, den er mit Lee Diamond geschrieben hatte. Weitere Songs, die er (mit) verfasste, sind Bitchin’ und In a Funky Way.
Davis arbeitete außerdem mit Allen Toussaint und Wardell Quezergue.  1969 zog er nach New York City; dort arbeitete er u. a. mit Sarah Vaughan, Duke Ellington und Buddy Rich; außerdem war er als Theatermusiker im Musical A Chorus Line beschäftigt. Erste Aufnahmen im Bereich des Jazz entstanden 1969, als er in Dizzy Gillespies Quintett spielte, mit dem er 1970 im New Yorker Fillmore East auftrat. In den 1970er-Jahren arbeitete er außerdem mit Joe Zawinul, Mike Longo (New York ’78, u. a. mit Randy Brecker, Jon Faddis, Slide Hampton, Curtis Fuller), Dr. Lonnie Smith (Mama Wailer, 1971), Andy Bey, David Lee Jr., Harold Vick, Michel Legrand, Charlie Rouse, Gato Barbieri (Chapter Three: Viva Emiliano Zapata, 1973), Clark Terry, Lee Konitz, David Fathead Newman und zuletzt mit Jimmy Owens (Headin' Home). Im Bereich des Jazz war er zwischen 1969 und 1978 an 30 Aufnahmesessions beteiligt.
Er ist weder mit dem Baritonsaxophonisten George Davis zu verwechseln, der bei Harry James spielte, noch mit dem englischen Jazzbassisten gleichen Namens.